# 888 Holdings
888 Holdings plc es una compañía que opera varios sitios de juego en línea de alto perfil, operando bajo las leyes de Gibraltar. La empresa fue fundada en 1997 y se cotiza en la Bolsa de Valores de Londres.
Anterior a la OPI (oferta pública inicial), los hermanos Avi y Aaron Shaked eran dueños del 30% aproximadamente de la empresa madre a través de un fondo familiar. Los hermanos Shay y Ron Ben-Yitzhak controlaban aproximadamente el 25% de las empresas, mientras que el 55% restante pertenecía de forma colectiva a un conglomerado de empresarios españoles del juego.
Desde 2004, el grupo 888.com es el patrocinador principal del Middlesbrough Fútbol Club. Más recientemente, el grupo se ha convertido también en patrocinador del Sevilla Fútbol Club. En 2006, 888.com se convirtió en el principal patrocinador del Campeonato Mundial de Snooker. Al año siguiente, 888.com fue el principal patrocinador del Club Nacional de Football para la Copa Libertadores de 2007.

## Sitios Web
Las Empresas Cassava operan bajo licencia garantizada por el gobierno de Gibraltar. Según los términos de esta licencia, mantienen un número de sitios de juego en línea (tanto con fines educacionales, como por dinero), incluyendo:

### 888.com
888.com es el principal sitio del Grupo. Lanzado en noviembre de 1995, sirve principalmente como la marca del Grupo, siendo fácil de recordar e incluyendo el acceso a 888casino, 888poker y 888sport. Aunque en sí no contiene ningún juego propio, 888 es comúnmente reconocido como “el casino más grande de Internet”.

### 888casino
Antiguamente Casino-on-Net, 888casino es la marca de juegos de casino del Grupo. Originalmente lanzado en mayo de 1997, sirve a más de 13 millones de personas. El sitio ofrece un número de juegos de casino tradicionales, incluyendo máquinas tragamonedas, blackjack, bacará, ruleta, dados, pai go, póquer caribeño, keno y video póquer. A la vez, ofrece versiones de práctica gratuitas de sus juegos.

### 888poker
888poker, antiguamente Pacific Poker, es la sala de póquer del Grupo 888. Lanzado en julio de 2002, se especializa en diferentes variantes de póquer y otros juegos de cartas. Las variantes tradicionales tales como Texas hold 'em, Omaha y Siete Cartas, son ofrecidas en el sitio. Al igual que como 888casino, 888poker ofrece versiones gratuitas de sus juegos para jugadores que prefieren no jugar con dinero real. El sitio es compatible con el sistema operativo Windows y Apple. Los jugadores pueden elegir entre jugar con el software del sitio o con la versión disponible en línea.

### 888sport
888sport es un sitio web de apuestas deportivas en línea, fundada en 2008. Su sitio web ofrece apuestas en eventos de fútbol, baloncesto, tenis, carreras de caballos, golf, rugby y otros deportes. Las opciones para sus clientes incluyen apuestas sencillas y combinadas antes de los eventos, así como apuestas en vivo, en las que los usuarios pueden apostar durante un partido.
En mayo de 2024, 888 Holdings pasó a llamarse oficialmente Evoke plc con el consentimiento de los accionistas. La empresa cotiza ahora en la Bolsa de Londres bajo las siglas EVOK.

## Jugadores de los Estados Unidos
El 2 de octubre de 2006, el Grupo 888 anunció la suspensión de sus actividades con jugadores de los Estados Unidos como consecuencia del SAFE Port Act, legislado por el Congreso de los Estados Unidos.